# Премия имени Андрея Сахарова «За журналистику как поступок»
Премия имени Андрея Сахарова «За журналистику как поступок» — журналистская премия, основанная Петром Винсом в 2001 году в память об учёном и правозащитнике Андрее Сахарове.
Пётр Винс — советский диссидент, член Украинской Хельсинкской группы, в годы советской власти преследовался властями. Сын известного узника совести Георгия Петровича Винса.
В 2017 году Пётр Винс предложил в дополнение к премии также вручать журналистам и средствам массовой информации орден за мужество имени Андрея Сахарова.
Премия вручалась до 2018 года.

## История создания
Основатель премии, Пётр Винс, это советский диссидент, подвергавшийся арестам и избиению в Советском Союзе, который был среди подписавших письмо в поддержку Хартии-77, документ, в котором чехословацкие правозащитники требовали от властей, чтобы все права, записанные в конституции, действительно были предоставлены гражданам, но власти Чехословакии ответили тем, что арестовали правозащитников и отдали их под суд. Пётр Винс был в советское время членом Украинской группы содействия выполнению Хельсинкских соглашений. Когда его отца Георгия Винса, баптистского проповедника, посадили в тюрьму за намерения эмигрировать в Канаду, Петру Винсу было 22 года. Когда Пётр Винс подвергался арестам, то Московская Хельсинкская группа выпускала документ в его защиту, которое подписывали известные ныне правозащитники, такие как, Елена Боннэр, Андрей Сахаров, Софья Каллистратова.
В дневниках Андрея Сахарова и Елены Боннэр можно найти рассказ, как они спасли отца и сына Винсов от гибели в советских тюрьмах, и помогли им эмигрировать в Соединённые Штаты Америки.
Пётр Винс вернулся в Россию в 1993, чтобы заниматься бизнесом. В 2000-м году, Пётр Винс учредил журналистскую премию в память об Андрее Сахарове и в благодарность за его правозащитную деятельность, проводимую в советское время, — Елена Боннэр одобрила создание премии.
Первым лауреатом премии в 2001 году стала журналист и писатель Эльвира Горюхина за эссе «Путешествия учительницы на Кавказ». Известный журналист, Анна Политковская, удостоилась премии в 2002 году за репортажи о трагических событиях в Норд-Осте.

## Описание премии

### Жюри
Победителей премии имени Андрея Сахарова «За журналистику как поступок» определяет жюри. С момента создания премии, в течение 16 лет, жюри возглавлял президент Фонда защиты гласности Алексей Симонов.
Начиная с 2017 года, председателем жюри стал Гарри Каспаров.
Членами жюри были Светлана Алексиевич, Владимир Кара-Мурза старший, Валерий Борщев, и другие известные деятели в области прав человека.
Учредитель премии Пётр Винс также участвует в работе жюри.
С начала появления награды, жюри было представлено гражданами России, но в 2017 году Пётр Винс высказал предположение о возможности вводить в жюри также граждан других стран, например, Украины, Узбекистана, Киргизии.

### Критерии для отбора претендентов
Критерием для номинации претендентов должно быть наличие журналистских статей, в которых журналисты отыскивают правду, борются с несправедливостью, подобно тому, как это делал советский и российский диссидент Андрей Сахаров. Первоначально на премию номинировались российские журналисты и писатели, но, начиная с 2017 года, Пётр Винс предложил расширить пространство для номинантов, включив в поле зрения награды другие страны, такие как Украина, Узбекистан.
Журналисты, претендующие на награду, в 2017 году могли посылать свои работы для участия в конкурсе по электронной почте.

### Награды
Лауреат премии имени Андрея Сахарова «За журналистику как поступок» получает 500 000 рублей.
Жюри выбирает также для награждения четырёх номинантов. Каждый номинант на премию получает 50 000 рублей.
Пётр Винс, в дополнение к премии, предложил в 2017 году также вручать журналистам и средствам массовой информации орден за мужество имени Андрея Сахарова, — над дизайном ордена работал сам Винс. На ордене изображён портрет Андрея Сахарова, обрамлённый с одной стороны лавровым венком, с другой — терновым венком. Орден изготовляется из золота и серебра.

## Лауреаты
Лауреатами премии в разные годы были Эльвира Горюхина (2001), Анна Политковская (2002), Галина Ковальская (2003), Михаил Афанасьев (2004), Игорь Найденов (2005), Анна Лебедева (2006), Евгений Шолох (2007), Тамара Проскурякова (2008), Татьяна Седых (2009), украинский режиссёр Олег Сенцов и другие.
В 2011 году лауреатом премии стал Георгий Бородянский.
В 2012 году лауреатом премии стал Виктор Шостко.
В 2013 году лауреатом премии стала журналистка Юлия Сунцова.
В 2014 году лауреатом премии стал журналист издания «Неволя» из Нальчика Игорь Цагоев.
Когда в 2017 году, в дополнение к премии, был создан орден, он был присуждён корреспонденту «Новой газеты» Али Ферузу и писателю Борису Стомахину.